# Akrolein
Akrolein (sistematsko ime propenal, molekulska formula: C3H4O; racionalna formula: CH2=CH CHO) je najenostavnejši nenasičen aldehid. Je brezbarvna ali rumenkasta tekočina, ki je hlapljiva in ima oster in neprijeten vonj. Nastaja z močnim segrevanjem rastlinskih in živalskih maščob (z oksidacijo alil-alkohola). Je zelo reaktiven in namenjen za različne organske sinteze.
Uporablja se za sintezo glicerola in solzivcev ter za preizkušanje tesnosti plinskih mask.
Snov ima zelo nizko temperaturo vrelišča. Uporaba razpršene vode za gašenje bo morda neučinkovita. Hlapi so težji od zraka in lahko tvorijo eksplozivne zmesi z zrakom. Ti se širijo ob tleh in kopičijo ob nižjih predelih in zaprtih prostorih (kanalizacija, zbiralniki, kleti). S tem se povzroči velika nevarnost eksplozije. 